# Mikael Rying
Matts Karl Mikael Rying, född 12 september 1957 i Enskede, Stockholm, död 16 juli 2025 i Enskede, Stockholm, var en svensk kriminolog och författare som ofta intervjuades av svenska medier i samband med svåra våldsbrott. 
Han var filosofie licentiat i kriminologi och har kartlagt alla mord som har skett i Sverige sedan 1990. Han undervisade vid Mittuniversitetet i Sundsvall och har tidigare varit verksam vid Stockholms universitet och länskriminalen i Stockholm. 
Han är son till författaren och radioreportern Matts Rying och Brita, ogift Nordström. Hans halvbror på moderns sida är Peter Emanuel Falck som är upphovsman till såpoperan Varuhuset.